# Guangdong GZ-Power Football Club
Guangdong GZ-Power Football Club (en chino tradicional, 廣東廣州豹足球俱樂部; en chino simplificado, 广东广州豹足球俱乐部; pinyin, Guǎngdōng Guǎngzhōu Bào Zúqiú Jùlèbù), comúnmente conocido como GZ-Power FC, es un club de fútbol profesional chino con sede en Guangzhou, Guangdong, que compite en China League One. Guangdong GZ-Power juega sus partidos como local en el Centro Deportivo Huangpu, ubicado dentro del Distrito Huangpu. Fundado en 2023 como Guangzhou E-Power Football Club, el club cambió a su nombre actual en 2024.

## Historia
El Guangzhou E-Power Football Club, conocido posteriormente como Guangdong GZ-Power Football Club, fue registrado el 23 de marzo de 2023 mediante una inversión conjunta de siete grandes empresas estatales, lideradas por el Guangzhou Automobile Industry Group (GAIG), que se convirtió en el principal accionista con una inversión de 19 millones de yuanes (19% de las acciones). Otras empresas como Guangzhou Pharmaceutical Group, Guangzhou Port Group y Yuexiu también participaron en el proyecto, contribuyendo significativamente al establecimiento del club.
El equipo comenzó su actividad oficial el 20 de mayo de 2023, durante una ceremonia celebrada en el Estadio Tianhe. Poco antes, el 11 de abril, nombraron a Li Bing como entrenador principal, acompañado por Li Sheng como entrenador principal ejecutivo y Feng Feng como entrenador asistente. Al día siguiente, el club inició su periodo de entrenamiento y dedicó 11 días a la selección de personal.
En su primera temporada, el Guangzhou E-Power participó en la Liga China de Campeones 2023, donde lograron el primer lugar en el Torneo Regional de la Región de Guangzhou-Foshan. En la fase final, avanzaron a las rondas eliminatorias tras clasificarse como segundos del Grupo B. Aunque lograron remontar un 2-1 frente al Shanghai Tongji en la primera ronda, fueron eliminados en la segunda ronda al caer 1-2 ante el Binzhou Huilong, finalizando en quinto lugar.
El 6 de febrero de 2024, la Asociación de Fútbol de China confirmó la promoción del Guangzhou E-Power a la China League Two, la tercera división del fútbol chino, tras la reestructuración de equipos en categorías superiores. Poco después, el 4 de marzo, el club cambió oficialmente su nombre a Guangdong GZ-Power, un proceso formalizado el 8 de abril.
Durante la temporada 2024 de la China League Two, el equipo mostró un rendimiento excepcional. En la primera fase, el Guangdong GZ-Power lideró la Zona Sur con 48 puntos, producto de 16 victorias y solo 2 derrotas, superando al líder de la Zona Norte, Shaanxi United, por 12 puntos. En la segunda fase, mantuvieron su dominio con un desempeño sólido que les permitió asegurar el campeonato con cuatro jornadas de antelación. El título se confirmó tras vencer 2-0 al Shandong Taishan B en la 24ª jornada, consolidando su posición como campeones indiscutibles de la China League Two 2024.

## Infraestructura

### Estadio
Tras la confirmación de la clasificación del Guangdong GZ-Power para la China League Two 2024, el Huangpu Sports Center  fue designado como la sede oficial del equipo para esa temporada, lo que dio inicio a un proceso de renovación del estadio. Este complejo deportivo es gestionado y operado por el Centro de Desarrollo Deportivo del Distrito Huangpu de Guangzhou, una institución de bienestar público de primera categoría dependiente de la Oficina de Educación del Distrito Huangpu.
Inaugurado en 2010 tras una inversión de 396 millones de yuanes, el Huangpu Sports Center se encuentra ubicado en la intersección de Fengle North Road y Guilin Road, en el Distrito Huangpu de Guangzhou. El complejo ocupa una superficie total de aproximadamente 170.000 metros cuadrados, de los cuales 48.000 metros cuadrados corresponden a instalaciones construidas, incluyendo un estadio y un gimnasio.

## Organigrama deportivo

### Jugadores
Actualizado hasta el último partido disputado de la temporada 2024.
     En activo.     En activo con el club.
| Apariciones | Apariciones   | Apariciones | Apariciones |
| ----------- | ------------- | ----------- | ----------- |
| 1           | Junlin Chen   | Desde 2024  | 27          |
| 2           | Dalong Xia    | 2024        | 27          |
| 3           | Haochang Cai  | Desde 2024  | 26          |
| 4           | Jiajun Xu     | Desde 2024  | 26          |
| 5           | Qiang Jin     | Desde 2024  | 25          |
| 6           | Tianyi Tang   | Desde 2024  | 24          |
| 7           | Zhi Xiao      | 2023–2024   | 24          |
| 8           | Zhengyu Ji    | Desde 2024  | 23          |
| 9           | Xueming Liang | Desde 2023  | 23          |
| 10          | Xuan Han      | Desde 2024  | 23          |

| Goles | Goles         | Goles      | Goles |
| ----- | ------------- | ---------- | ----- |
| 1     | Dalong Xia    | 2024       | 15    |
| 2     | Tianyi Tang   | Desde 2024 | 10    |
| 3     | Xueming Liang | Desde 2023 | 6     |
| 4     | Dongxu Tu     | Desde 2024 | 4     |
| 5     | Jiajun Xu     | Desde 2024 | 4     |
| 6     | Zhi Xiao      | 2023–2024  | 3     |
| 7     | Xingyu Wu     | Desde 2024 | 2     |
| 8     | Zhengyu Ji    | Desde 2024 | 2     |
| 9     | Xuan Han      | Desde 2024 | 2     |
| 10    | Chaoyang Liu  | 2024       | 1     |